# ایرانیان سوریه
ایرانیان سوریه گروه قومیتی هستند، دارای ملیتی ایرانی یا ایرانی‌زاده‌ای که در کشور سوریه زندگی می‌کنند. تعداد زیادی از ایرانیان سوریه در دمشق زندگی می‌کنند.